# Magpul Industries
A Magpul Industries Corporation é uma empresa americana que projeta e fabrica acessórios de polímeros compostos de alta tecnologia para armas de fogo como o M-LOK. A Magpul Industries leva o nome de seu primeiro produto, o MagPul (Magazine Puller), um acessório para os carregadores STANAG usado pelas forças armadas da OTAN, que auxilia os usuários a puxar os carregadores das bolsas.
Originalmente baseada em Boulder, Colorado, a Magpul anunciou sua intenção de deixar o estado em 2013, quando uma proposta de lei sobre capacidade de carregadores tornaria muitos de seus produtos ilegais no Colorado.
Após a aprovação da lei, a Magpul transferiu suas instalações de produção para o Wyoming e escritórios corporativos para o Texas.

## Cronologia
2016: Magpul recebeu um contrato exclusivo para fabricar carregadores para o Corpo de Fuzileiros Navais dos EUA.